# Барбара фон Хонщайн-Фирраден
Барбара фон Хонщайн-Фирраден (на немски: Barbara von Honstein-Vierraden; * ок. 1525; † между 30 януари 1600 и 25 април 1604 в Бланкенбург) е графиня от Хонщайн-Фирраден-Швет и чрез женитба графиня на Регенщайн и Бланкенбург в Харц.

## Произход
Тя е дъщеря на граф Волфганг фон Хонщайн-Фирраден-Швет († 1535) и съпругата му Катарина фон Хонщайн-Клетенберг (* ок. 1490), дъщеря на граф Ернст IV фон Хонщайн-Клетенберг († 1508) и първата му съпруга Маргарета фон Ройс-Гера († 1497).

## Фамилия
Барбара фон Хонщайн-Фирраден се омъжва на 2 май 1563 г. в Бланкенбург за граф Ернст I фон Регенщайн-Бланкенбург (* 7 декември 1528 в Бланкенбург; † 17 февруари 1581 в Кведлинбург), син на граф Улрих X фон Регенщайн-Бланкенбург 'Млади' (1499 – 1551) и първата му съпруга графиня Барбара фон Мансфелд-Фордерорт (1505 – 1529). Те имат седем деца:
- Улрих (* 1 октомври 1564; † 14 декември 1578), абат в Михаелщайн 1575
- Хайнрих Волфганг (* 23 ноември 1565; † умира след раждането))
- Хайнрих Волфганг (* 27 май 1567; † 2 юли 1567)
- Ернст II (* 26 октомври 1568; † 12 юли 1594), абат в Михаелщайн 1578
- Мартин (* 7 септември 1570; † 13 април 1597), граф на Регенщайн-Бланкенбург, женен на 5 октомври 1595 г. в Бланкенбург за Доротея фон Золмс-Лаубах (1579 – 1631), дъщеря на граф Йохан Георг I фон Золмс-Лаубах (1547 – 1600) и Маргарета фон Шонбург-Глаухау (1554 – 1606)[3]
- Хедвиг (* 23 февруари 1571/20 януари 1572; † 20 ноември 1634), омъжена на 2 октомври 1592 г. в Бланкенбург за граф Христоф II фон Щолберг (1567 – 1638)[4]
- Сибила (* 12 юли 1575; † 12 юни 1577)